# Eneodes hirsuta
Eneodes hirsuta là một loài bọ cánh cứng trong họ Cerambycidae.